# فيبي أتوود تايلور
فيبي أتوود تايلور (بالإنجليزية: Phoebe Atwood Taylor)‏ (18 مايو 1909، بوسطن في الولايات المتحدة - 9 يناير 1976، بوسطن في الولايات المتحدة)؛ كاتِبة وروائية أمريكية. درست في كلية بارنارد.